# Bernard Anthony Hebda
Bernard Anthony Hebda (Pittsburgh, 3 settembre 1959) è un arcivescovo cattolico statunitense, dal 24 marzo 2016 arcivescovo metropolita di Saint Paul e Minneapolis.

## Biografia
Monsignor Bernard Anthony Hebda è nato a Pittsburgh, Pennsylvania, il 3 settembre 1959 da Bernard Hebda ed Helen (nata Clark). È fratello di Yvonne, Patrick (Bernice) e Terrence (Rene). I suoi genitori e fratelli in seguito si sono stabiliti a Sarasota, in Florida.

### Formazione e ministero sacerdotale
Ha frequentato la Resurrection Elementary School del quartiere Brookline di Pittsburgh e la South Hills Catholic High School (ora Seton-La Salle Catholic High School). Ha poi studiato all'Università di Harvard dove nel 1980 si è laureato in scienze politiche. Nel 1983 ha conseguito una seconda laurea in giurisprudenza alla Columbia Law School della Parker School of Foreign and Comparative Law. Lo stesso anno è stato ammesso nell'ordine degli avvocati del Commonwealth della Pennsylvania e ha lavorato come associato nello studio legale "Reed, Smith, Shaw e McClay".
Entrato in seminario, ha studiato filosofia al seminario "San Paolo" e alla Duquesne University di Pittsburgh dal 1984 al 1985. Inviato a Roma al Pontificio collegio americano del Nord, ha frequentato la Pontificia Università Gregoriana dove ha ottenuto il baccalaureato in teologia nel 1988 e la licenza in diritto canonico nel 1990.
Il 6 aprile 1989 è stato ordinato diacono per la diocesi di Pittsburgh nella basilica di San Pietro in Vaticano dall'arcivescovo di San Francisco John Raphael Quinn. Il 1º luglio 1989 è stato ordinato presbitero da monsignor Donald William Wuerl. In seguito è stato vicario parrocchiale della parrocchia della Purificazione della Beata Vergine Maria a Ellwood City nel 1989, segretario personale e maestro di cerimonie del vescovo Donald William Wuerl dal 1990 al 1992, parroco in solido della parrocchia del Principe della Pace a Pittsburgh-Sud dal 1992 al 1995, giudice del tribunale diocesano dal 1992 al 1996 e direttore del Newman Center della Slippery Rock University of Pennsylvania dal 1995 al 1996.
Dal 10 settembre 1996 ha lavorato a Roma al Pontificio consiglio per i testi legislativi. Il 16 febbraio 2000 è stato nominato monsignore. Il 1º marzo 2003 è stato nominato sotto-segretario dello stesso dicastero. A Roma è stato anche direttore spirituale aggiunto presso il Pontificio collegio americano del Nord e confessore delle postulanti in un convento delle Missionarie della Carità. Le suore di quella comunità gestivano una casa per madri non sposate. Viveva a Villa Stritch, la residenza per i sacerdoti statunitensi che lavorano presso la Santa Sede.

### Ministero episcopale
Il 7 ottobre 2009 papa Benedetto XVI lo ha nominato quarto vescovo di Gaylord. Il 16 ottobre la comunità del Pontificio collegio americano del Nord gli ha regalato la croce pettorale e il pastorale. Ha ricevuto l'ordinazione episcopale il 1º dicembre successivo nella cattedrale di Nostra Signora del Monte Carmelo a Gaylord dall'arcivescovo metropolita di Detroit Allen Henry Vigneron, co-consacranti l'arcivescovo Francesco Coccopalmerio, presidente del Pontificio consiglio per i testi legislativi, e il vescovo emerito di Gaylord Patrick Ronald Cooney. Durante la stessa celebrazione ha preso possesso della diocesi.
Nel febbraio del 2012 ha compiuto la visita ad limina.
Nel novembre del 2013 è stato eletto presidente della commissione per gli affari canonici e il governo della Chiesa della Conferenza dei vescovi cattolici degli Stati Uniti. È stato anche membro del comitato per la protezione dei bambini e dei giovani.
Il 24 settembre 2013 papa Francesco lo ha nominato arcivescovo coadiutore di Newark. L'arcivescovo John Joseph Myers aveva infatti chiesto la nomina di qualcuno che lo assistesse mentre si avvicinava all'età della pensione. Monsignor Hebda ha scelto un dormitorio presso la Seton Hall University come sua residenza. Ha però difeso l'arcivescovo Myers contro le critiche per aver speso una cifra molto alta per preparare la sua abitazione da pensionato, notando che aveva vissuto in ambienti condivisi nella canonica della cattedrale di Newark per tredici anni.
Il 15 giugno 2015 papa Francesco ha accettato le dimissioni di monsignor John Clayton Nienstedt e di monsignor Lee Anthony Piché rispettivamente arcivescovo e vescovo ausiliare di Saint Paul e Minneapolis; contestualmente il pontefice lo ha nominato amministratore apostolico di quella sede, mantenendo l'incarico di arcivescovo coadiutore di Newark.
A settembre monsignor Hebda ha incontrato i rappresentanti del capitolo del Minnesota della Catholic Coalition for Church Reform, un gruppo con il quale il suo predecessore non aveva avuto rapporti molto caldi. Hanno discusso di come i laici potrebbero partecipare alla definizione dei bisogni dell'arcidiocesi e di che cosa si aspettavano dal nuovo arcivescovo. L'arcivescovo Hebda ha dichiarato: "Sono lieto di apprendere che condividono il mio interesse nel coinvolgere un'ampia consultazione di fedeli nel valutare i bisogni dell'arcidiocesi. Sono stato anche felice di condividere con loro alcuni dei piani preliminari per tale consultazione e ho apprezzato il loro contributo e l'offerta di collaborazione". Ha organizzato una serie di incontri pubblici - "sessioni di ascolto" - in tutta la diocesi per consentire ai parrocchiani cattolici, al clero e ai dipendenti dell'arcidiocesi di dire la loro sulla nomina del nuovo arcivescovo.
Durante il suo mandato di amministratore, l'arcidiocesi ha raggiunto un accordo civile con i funzionari della contea di Ramsey sulle procedure per prevenire gli abusi sessuali su minori. Ha previsto il controllo giudiziario per tre anni. Il caso civile è stato risolto a dicembre in base a un piano che consentiva una maggiore supervisione della Chiesa. Gli avvocati di entrambe le parti hanno utilizzato il processo dell'udienza nel caso civile per annunciare nuove misure volte a rafforzare tale accordo. "L'Arcidiocesi ammette che non è riuscita a rispondere in modo adeguato e a prevenire gli abusi sessuali delle tre vittime", ha detto l'arcidiocesi riguardo ai documenti depositati nel tribunale della contea. "L'Arcidiocesi non è riuscita a mantenere la sicurezza e il benessere di questi tre bambini prima di proteggere gli interessi di padre Curtis Wehmeyer e dell'arcidiocesi. Le azioni e le omissioni dell'arcidiocesi non hanno impedito l'abuso che ha portato alla necessità di protezione e servizi per questi tre bambini". Ha definito l'accordo "l'indicatore più pubblico che questa arcidiocesi ha intrapreso un cammino di riflessione, valutazione e azione". Nel suo tempo come amministratore, meno di un anno, ha gestito un certo numero di casi di sacerdoti accusati di abusi sessuali su minori.
Il 24 marzo 2016 papa Francesco lo ha nominato arcivescovo metropolita di Saint Paul e Minneapolis. Ha preso possesso dell'arcidiocesi il 13 maggio successivo con una messa nella cattedrale di San Paolo a Saint Paul.
Nel 2018 ha raggiunto un accordo con 450 vittime di abusi sessuali da parte di membri del clero, per un ammontare di $210.000.000; l'accordo è arrivato dopo circa tredici anni di cause, a seguito di una procedura di fallimento richiesta dall'arcidiocesi nel 2015. I membri del clero dell'arcidiocesi che nel corso degli anni hanno abusato dei fedeli senza che l'arcidiocesi intervenisse efficacemente sono stati 91.
Dall'11 al 23 settembre 2024 ha ricoperto l'incarico di amministratore apostolico di Rapid City.
È consultore del Pontificio consiglio per i testi legislativi dal 14 aprile 2011 e della Congregazione per l'educazione cattolica dal 17 dicembre 2016. È anche membro dell'executive board di Caritas internationalis.
Oltre all'inglese, parla l'italiano e conosce il latino, il francese e lo spagnolo.

## Genealogia episcopale e successione apostolica
La genealogia episcopale è:
- Cardinale Scipione Rebiba
- Cardinale Giulio Antonio Santori
- Cardinale Girolamo Bernerio, O.P.
- Arcivescovo Galeazzo Sanvitale
- Cardinale Ludovico Ludovisi
- Cardinale Luigi Caetani
- Cardinale Ulderico Carpegna
- Cardinale Paluzzo Paluzzi Altieri degli Albertoni
- Papa Benedetto XIII
- Papa Benedetto XIV
- Papa Clemente XIII
- Cardinale Marcantonio Colonna
- Cardinale Giacinto Sigismondo Gerdil, B.
- Cardinale Giulio Maria della Somaglia
- Cardinale Carlo Odescalchi, S.I.
- Cardinale Costantino Patrizi Naro
- Cardinale Lucido Maria Parocchi
- Papa Pio X
- Cardinale Gaetano De Lai
- Cardinale Raffaele Carlo Rossi, O.C.D.
- Cardinale Amleto Giovanni Cicognani
- Cardinale Pio Laghi
- Cardinale Adam Joseph Maida
- Arcivescovo Allen Henry Vigneron
- Arcivescovo Bernard Anthony Hebda

La successione apostolica è:
- Vescovo Donald Edward DeGrood (2020)
- Vescovo Peter Michael Muhich (2020)
- Vescovo Daniel John Felton (2021)
- Vescovo Joseph Andrew Williams (2022)
- Vescovo Patrick Neary, C.S.C. (2023)
- Vescovo Michael John Izen (2023)
- Vescovo Scott Edward Bullock (2024)
- Vescovo Kevin Thomas Kenney (2024)